# Stephanie Nesbitt
Stephanie Nesbitt (ur. 10 sierpnia 1985 w Toronto) – amerykańska pływaczka synchroniczna, brązowa medalistka olimpijska z Aten, dwukrotna medalistka mistrzostw świata.
W 2004 reprezentowała swój kraj na igrzyskach olimpijskich, w ich ramach wystąpiła w konkurencji drużyn – razem z koleżankami z zespołu uzyskała w finale wynik 97,418 pkt i zdobyła brązowy medal.
W latach 2003–2005 dwukrotnie startowała w mistrzostwach świata – na czempionacie w Barcelonie zdobyła srebrny i brązowy medal. Była też zdobywczynią złotego medalu igrzysk panamerykańskich w 2003 roku w konkurencji drużyn.